# Lady Evelyn Lake
Der Lady Evelyn Lake ist ein Stausee im Timiskaming District im Osten der kanadischen Provinz Ontario.

## Lage
Der Lady Evelyn Lake befindet sich 125 km nordnordwestlich von North Bay. Der Stausee besteht aus zwei etwa gleich großen Seeteilen – einem südlichen und einem nordöstlichen –, welche über die Obisaga Narrows miteinander verbunden sind. Der See wird vom Lady Evelyn River, einem Nebenfluss des Montreal River, von Süden nach Norden durchflossen. Der südliche Teil des Lady Evelyn Lake befindet sich innerhalb des Lady Evelyn-Smoothwater Provincial Parks. Der See hat eine Fläche von 77 km².
Errichtet wurde der zugehörige Mattawapika Dam knapp einen Kilometer vor der Mündung des Lady Evelyn River in den Montreal River im Jahr 1925. Der Speicherinhalt des Lady Evelyn Lake beträgt 308 Mio. m³. Der von Ontario Power Generation betriebene Staudamm dient der Abflussregulierung und dem Hochwasserschutz.

## Seefauna
Der Lady Evelyn Lake wird üblicherweise per Wasserflugzeug erreicht. Im See werden folgende Fischarten gefangen: Glasaugenbarsch, Hecht, Schwarzbarsch und Heringsmaräne.